# Monte Baldo - Cima Valdritta
Monte Baldo - Cima Valdritta este o arie protejată (arie specială de conservare — SAC, sit de importanță comunitară — SCI) din Italia întinsă pe o suprafață de 456 ha, integral pe uscat.

## Localizare
Centrul sitului Monte Baldo - Cima Valdritta este situat la coordonatele 45°44′33″N 10°51′41″E / 45.7425°N 10.861389°E.

## Înființare
Situl Monte Baldo - Cima Valdritta a fost declarat sit de importanță comunitară în iunie 1995 pentru a proteja 1 specie de plante și 23 de specii de animale. Situl a fost protejat și ca arie specială de conservare în martie 2014.

## Biodiversitate
Situată în ecoregiunea alpină, aria protejată conține 10 habitate naturale: Tufărișuri cu Pinus mugo și Rhododendron hirsutum (Mugo-Rhododendretum hirsuti), Lacuri eutrofice naturale cu vegetație de tip Magnopotamion sau Hydrocharition, Pajiști alpine și subalpine calcaroase, Pajiști alpine și boreale, Pante stâncoase calcaroase cu vegetație casmofită, Formațiuni ierboase bogate în specii de Nardus, dezvoltate pe substraturi silicioase în zone montane (și în zone submontane, în Europa continentală), Grohotișuri termofile și vest-mediteraneene, Păduri de fag Asperulo-Fagetum, Grohotișuri calcaroase și de șisturi calcaroase de la nivelul montan până la nivelul alpin (Thlaspietea rotundifolii), Mlaștini alcaline.
La baza desemnării sitului se află mai multe specii protejate:
- plante (1): Saxifraga tombeanensis
- păsări (22): inărița (Acanthis flammea), minunița (Aegolius funereus), ciocârlie-de-câmp (Alauda arvensis), potârnichea de stâncă (Alectoris graeca), lăstunul mare (Apus apus), acvilă de munte (Aquila chrysaetos), ciuf-de-pădure (Asio otus), lăstun de casă (Delichon urbicum), presură de munte (Emberiza cia), presură galbenă (Emberiza citrinella), zăgan (Gypaetus barbatus), câneparul (Linaria cannabina), Lyrurus tetrix tetrix, mierlă de piatră (Monticola saxatilis), alunar (Nucifraga caryocatactes), pietrar sur (Oenanthe oenanthe), Prunella collaris, mărăcinar (Saxicola rubetra), silvie de câmp (Sylvia communis), silvie-mică (Sylvia curruca), fluturașul de stâncă (Tichodroma muraria), sturzul de vâsc (Turdus viscivorus)
- nevertebrate (1): Euplagia quadripunctaria

Pe lângă speciile protejate, pe teritoriul sitului au mai fost identificate 35 de specii de plante, 1 specie de păsări, 2 specii de amfibieni, 15 specii de mamifere, 3 specii de nevertebrate, 2 specii de reptile.